# Sandi Lovrić
Sandi Lovrić (Lienz, 28 maart 1998) is een Sloveens-Oostenrijks voetballer van Kroatische origine. 
Lovrić werkte zijn jeugdopleiding af bij SK Sturm Graz, waar hij in 2014 doorstroomde naar de eerste ploeg. Hij maakte zijn debuut op 17 augustus 2014 toen hij in de 93ste minuut mocht invallen in een wedstrijd tegen FK Austria Wien.
Voor het Europees kampioenschap onder 17 in 2015 maakte Lovrić deel uit van de Oostenrijkse selectie. Hij werd op 7 juni 2024 door bondscoach Matjaž Kek opgenomen in de Sloveense selectie voor het EK 2024 in Duitsland. Slovenië speelde in de groepsfase gelijk tegen Denemarken, Servië en Engeland, waarna het in de achtste finales na strafschoppen werd uitgeschakeld door Portugal. Lovrić kwam niet in actie.

## Clubstatistieken
| Seizoen | Club          | Competitie   | Competitie | Competitie | Beker | Beker | Internationaal | Internationaal | Totaal | Totaal |
| Seizoen | Club          | Competitie   | Wed.       | Dlp.       | Wed.  | Dlp.  | Wed.           | Dlp.           | Wed.   | Dlp.   |
| ------- | ------------- | ------------ | ---------- | ---------- | ----- | ----- | -------------- | -------------- | ------ | ------ |
| 2014/15 | SK Sturm Graz | Bundesliga   | 8          | 0          | 0     | 0     | —              | —              | 8      | 0      |
| 2015/16 | SK Sturm Graz | Bundesliga   | 8          | 0          | 2     | 0     | —              | —              | 10     | 0      |
| 2016/17 | SK Sturm Graz | Bundesliga   | 3          | 0          | 1     | 0     | —              | —              | 4      | 0      |
| 2017/18 | SK Sturm Graz | Bundesliga   | 25         | 0          | 4     | 0     | 3              | 0              | 32     | 0      |
| 2018/19 | SK Sturm Graz | Bundesliga   | 20         | 1          | 1     | 0     | 4              | 0              | 25     | 1      |
| 2019/20 | FC Lugano     | Super League | 27         | 3          | 2     | 0     | 5              | 0              | 34     | 3      |
| 2020/21 | FC Lugano     | Super League | 16         | 1          | 1     | 1     | —              | —              | 17     | 2      |
| Totaal  | Totaal        | Totaal       | 107        | 5          | 11    | 1     | 12             | 0              | 130    | 6      |

+Bijgewerkt op 7 februari 2021
1 Oblak  ·
2 Karničnik ·
3 Balkovec ·
4 Blažič ·
5 Stanković ·
6 Bijol ·
7 Verbič ·
8 Lovrić ·
9 Šporar ·
10 Elšnik ·
11 Šeško ·
12 Belec ·
13 Janža ·
14 Kurtić ·
15 Horvat ·
16 Vekić ·
17 Mlakar ·
18 Vipotnik ·
19 Celar ·
20 Stojanović ·
21 Drkušić ·
22 Gnezda Čerin ·
23 Brekalo ·
24 Žugelj ·
25 Zeljković ·
26 Iličić ·
Coach: Kek